# 転生學園月光録
『転生學園月光録』（てんしょうがくえんげっこうろく）は、アスミック・エース エンタテインメントより2006年11月22日に発売されたPlayStation 2用の学園伝奇アドベンチャーゲーム。
当初は同年の10月26日に発売する予定だったが、品質チェックを理由に延期となった。『転生學園幻蒼録』の続編。幻蒼録から5年後の話であり、幻蒼録のキャラクターも登場している。キャラクターデザインは岩崎美奈子。

## あらすじ
壮絶なる天魔鎮圧「庚申天魔の変」から五年―――
験力に目覚めた少年草薙八雲は
交歓学生として天照館高等学校から月詠学院高等部へと、その学びの舎を移す。
時を同じくして―――
東京では意志を持った天魔が蠢き始めていた。
そして今―――
八雲と宿命の者たちの運命は、
風雲急を告げる…。

## 登場人物

### 月詠学院高等部

#### 戦闘キャラ
草凪 八雲（くさなぎ やくも）
声 - 櫻井孝宏 / 岡本寛志（ドラマCD）
今作の主人公。天照館では二年弐組、月詠では二年B組に在籍。験力を発現させてから間もないが、交歓学生として天照館から月詠学院へと派遣される。孤児であり、天照郷に新たな血脈を入れるための制度、苗子として引き取られた。験力発現に必須とされる魂神を持たなかったが、白面戦でついに発現する。人ならぬ強大な力をその身に宿すことができる“神の器”の力を持つ。武器は木刀。魂神は白鳥（しらとり）で、伊吹（いぶき）と名乗る。
結崎 亮（ゆうざき りょう）
声 - 鈴村健一
二年B組在籍。SGコースのメンバー。主人公とは幼馴染。ノリがよく軽そうだが熱血漢な一面も。学外のダンスユニットに参加している。古武術で戦うが、彼の必殺技は一部を除き全てダンスを元にしたものである。1月28日生まれの水瓶座でB型。魂神は炎虎（えんこ）。
館脇 道文（たてわき みちふみ）
声 - 櫻井孝宏
二年B組在籍。SGコースのメンバー。見た目どおりの優等生で成績は学院内でもトップクラス。深山木とは幼なじみ。指輪を使用した西洋魔術と、験力を込めた銃で戦う。4月1日生まれの牡羊座でA型。魂神は深淵の魔術師（しんえんのまじゅつし）。
天草 理緒（あまくさ りお）
声 - 植田佳奈
二年B組在籍。SGコースのメンバー。ツンデレな性格の少女。マジックが得意だが、人前で披露するのは恥ずかしいらしい。周囲の人間の感情を感じ取る能力がある。虫が苦手。ウエスタンブーツを履いている。武器はトランプのカードで、攻撃から回復まで幅広くこなすことが出来る。魂神は消えゆく使徒（きえゆくしと）。
剣持 昴生（けんもち こうせい）
声 - 保志総一朗
二年B組在籍。SGコースのメンバー。クールな剣士で、武器は刀。天魔に対し人一倍憎悪を抱く。魂神は銀牙（ぎんが）。
深山木 光（みやまぎ ひかる）
声 - 吉川友佳子
二年B組在籍。SGコースのムードメーカー。館脇とは幼なじみで館脇を「ミッチー」と呼んで慕っている。武器は弓。魂神はぬえ。
舞坂 操（まいさか みさお）
声 - 沢城みゆき
三年C組在籍。胸元を大きく開け、スカートにスリットを入れるなどと大胆な制服を着用する。SGコースの相談役。武器は扇子と鈴。魂神は水風（みずかぜ）。
姫宮 夕（ひめみや ゆう）
声 - 釘宮理恵
一年B組在籍。姫宮家の養女でSGコースのメンバー。彼女の過去は謎に包まれていて、魂神は持たず、戦闘時に天魔尤（ゆう）に変身する。

#### 非戦闘キャラ
七瀬 由紀（ななせ ゆき）
声 - 中原麻衣
二年B組在籍。ごく普通の優しい少女で、SGコースが何のカリキュラムを受けているかは知らない。主人公、結崎、館脇、深山木と共に映画研究部に所属。
伊達 槇三郎（だて まきさぶろう）
声 - 岸祐二
三年C組在籍。見た目は怖いが気は優しい。しかし否定的感情表現をしても、自分の都合の良いように解釈する。映画研究部部長。
木ノ下 陽子（きのした ようこ）
声：幡宮かのこ
月詠学院購買部店員。何故かメイド服を着用している。
伊地知 幹夫（いじち みきお）
声：上田陽司
二年B組在籍。写真部に所属。多少は助平な性格。
水守 香奈（みずもり かな）
声：城雅子
二年B組担任教師で映画研究部顧問。おっとりした性格。

### 天照館高等学校

#### 戦闘キャラ
南宮 京香（なんぐう きょうか）
声 - 志村由美
二年伍組在籍。天照館高校の総代として生徒自治執行部をまとめている。真面目そうだが今時の少女の一面も見せる。甘い物が大好き。武器は薙刀。魂神は妖姫（ようき）。
水間谷 桔梗（みまたに ききょう）
声 - 今井麻美
二年伍組在籍。執行部では参事として南宮京香を支えている。時折時代錯誤な発言をする。武器は大太刀。魂神はなみ。
仁科 麒一（にしな きいち）
声 - 下野紘
一年壱組在籍。ドジな少年だが、忍者の末裔である。武器は忍者刀。魂神はまる。

### 前作からの登場人物

#### 戦闘キャラ
京羅樹 崇志（きょうらぎ たかし）
声 - 鳥海浩輔
月詠学院SGコース専任教官だが、教員免許は持っていない。オンボロな愛車は生徒達から「消えそうな意味」で「流星号」と呼ばれる。魂神はインドラ。
若林 誠（わかばやし まこと）
声 - うえだゆうじ
天照館高校の執行部と剣道部の顧問を務める教師。二年弐組担任。魂神は大和（やまと）。
鷹取祥悟(たかとり しょうご）
声 - 藤田圭宣
元・天照館高校総代。九条の前任で、前作にもほんのわずかであるが登場している。鎮守人の隊長。魂神は凍土（いてつち）。
九条綾人（くじょう あやひと）
声 - 檜山修之
元・天照館高校総代。前作の途中で戦死したと思われていたが、今作ではその真相が明らかに。前作のセーブデータがないと登場しない。魂神は風天丸（ふうてんまる）。

#### 非戦闘キャラ
伊波飛鳥（いなみ あすか）
声 - 鳥海浩輔
前作の主人公。九条と行動を共にしている。
紫上 結奈（しのかみ ゆいな）
声 - 又吉愛
元・天照館高校総代。九条家の養女となり婿をもらうことを拒否し、隠遁生活を送っている。
一之瀬 伽月（いちのせ かづき）
声 - 川上とも子
菊宮彩女からよろず屋「菊宮堂」の店長代理を任されている。
那須乃 美沙紀（なすの みさき）
声 - 榎本温子
天照館高校で教師と郷司側役を務める。きつい性格は相変わらず。
真田琴音（さなだ ことね）
声 - 斎藤千和
大学生。外見は前作からわずか5年でかなり成長したが、中身はあまり変わっていない。
宝蔵院鼎（ほうぞういん かなえ）
声 - 長嶝高士
槍術流派宝蔵院派の師範代。頭をスキンヘッドにした。
飛河 薙（ひかわ なぎ）
声 - 緑川光
生化学研究所の研究生。
姫宮 伊織（ひめみや いおり）
声 - 佐久間紅美
前作で壊滅状態になった月詠学院を親が再建したと思われており、その影響で22歳の若さで学院長となった人物。
御神 晃（みかみ こう）
声 - 小野坂昌也
月詠学院で一年B組副担任とSGコース教師を務める。力を暴走させてしまう恐れがあるため、京羅樹と違い一緒に戦ってくれない。
鳳翔 凛（ほうしょう りん）
声 - 浅川悠
神祇庁の専任審議官を務める。SGコースに情報を提供する。
石見隼人（いわみ はやと）
声 - 望月健一
天照館高校2年主任教諭。
山吹夏子（やまぶき なつこ）
声 - 今井麻美
天照館高校3年主任教諭。
大津勝彦（おおつ かつひこ）
声 - 宮田浩徳
天照郷郷司で天照館高等学校の名誉理事長。

### その他の登場人物
帝 梨河（みかど りか）
声 - 野中カオリ
赤坂神宮巫女。見た目は幼いが年齢不詳。
白面（びゃくめん）
声 - 斎藤千和
庚申天魔の変の影響により十三連座の封印が緩み、復活した二柱の鬼王のうちの一柱。外見は子供のようだが、その性格は残虐、楽しみのために人を殺す。
呉羽（くれは）
声 - 山田美穂
羅生とともに復活した上級天魔。大嶽丸の復活の捨て石として白面を利用するなど、狡猾な面を見せる。羅生とは恋仲である。
羅生（らしょう）
声 - 望月健一
庚申天魔の変の影響により十三連座の封印が緩み、復活した二柱の鬼王のうちの一柱。戦いの中に真理を見い出し、強者との戦いに喜びを見い出す武人的な性格。
大嶽丸（おおたけまる）
声 - 緑川光
呉羽の手により復活した鬼王。その力は、鬼王の中でも特に強力。

## スタッフ
- 原作：東番洲
- プロデューサー：和田俊輔
- ディレクター：土生貴博
- 脚本：村山吉隆
- キャラクターデザイン：岩崎美奈子
- 音楽：桜庭統